# Afrotroppopsis
Afrotroppopsis is een geslacht van vliesvleugeligen uit de familie Eulophidae. De wetenschappelijke naam van dit geslacht is voor het eerst geldig gepubliceerd in 2007 door Gumovsky.

## Soorten
Het geslacht Afrotroppopsis is monotypisch en omvat slechts de volgende soort:
- Afrotroppopsis risbeci Gumovsky, 2007